# Wapen van Westervoort

Westervoort

Het wapen van Westervoort, toont het hartschild van Arnhem op het wapen van Hohenzollern. De zwart-witte kleuren refereren aan het Land van den Bergh dat de banden aangeeft als voormalige eigenaren van de heerlijkheid Westervoort. De wapenomschrijving luidt:  
"Gevierendeeld van zilver en sabel en een hartschild van azuur met een dubbele adelaar van zilver, zonder tongen, gebekt en gepoot van goud."

## Geschiedenis
In 1815 berichtte de burgemeester van Arnhem de Hoge Raad van Adel dat de in het bezit van Arnhem zijnde heerlijkheid Westervoort geen wapen had. Arnhem zelf had een stadswapen 'zijnde een zilveren dubbele arend op een blauw veld'. Voor Westervoort werd een schets gemaakt, die zich nu nog in het archief van de Hoge Raad van Adel bevindt: een gevierendeeld wapen met een hartschild waarin een dubbele adelaar. Op 23 september 1818 verleende de Hoge Raad de Heerlijkheid Westervoort het volgende wapen: 'zijnde gevierendeeld; het eerste en vierde vierendeel van zilver en het tweede en derde van sabel, op hetzelfde een middelschild van lazuur beladen met een dubbelen zilveren arend, met gouden nebben en pooten'. Er werd door Arnhem in 1816 ook een wapen aangevraagd voor Westervoort. Op 20 juli 1816 werd het wapen van Arnhem bevestigd, op 23 september 1818 werd het wapen van Westervoort verleend. De heerlijkheid Westervoort was tussentijds een zelfstandige schoutambt geworden, waardoor Arnhem niet langer de kosten van zeventien gulden voor eigen rekening wilde nemen. De kwestie werd zelfs voorgelegd aan de Gelderse gouverneur. Hij vond dat Westervoort niet de kosten zou moeten opbrengen. Westervoort wilde desalniettemin het wapen overnemen maar vroeg uitstel van betaling. In april 1819 werden de kosten van de aanvraag voldaan, waarna ook de overdracht van het wapen plaats had. 
De gouverneur hield geen rekening met het feit dat het wapen oorspronkelijk voor de heerlijkheid was aangevraagd, niet voor de gemeente. Sindsdien heeft het gemeentebestuur van Westervoort dit wapen gevoerd, onkundig van het feit dat het strikt genomen daartoe niet gerechtigd was. De werkelijke rechthebbende is immers de Heer van Westervoort. De Heerlijkheid Westervoort, dat wil zeggen de Heerlijke Rechten als jacht, visserij, de voordracht van de schout en secretaris, het patronaatschap etc., werd in 1825 door Arnhem verkocht aan Gijsbert van Zadelhoff. Daarna raakte de Heerlijkheid in het bezit van de familie Van Pallandt. Wie zich thans Heer van Westervoort (overigens sinds de afschaffing der Heerlijke rechten een loze titel) mag noemen is onbekend. De gemeente werd bevestigd met het wapen op 28 april 1975.

## Verwante wapens

wapen van Hohenzollern
Wapen van heerlijkheid Westervoort
wapen van Arnhem

## Bron
- Gemeentewapens - Jaarboek Achterhoek en Liemers II, uitgeverij de Walburg pers 1982. In opdracht van oudheidkundige vereniging "De Graafschap".

Aalten · 
Apeldoorn · 
Arnhem · 
Barneveld · 
Berg en Dal · 
Berkelland · 
Beuningen · 
Bronckhorst · 
Brummen · 
Buren · 
Culemborg · 
Doesburg · 
Doetinchem · 
Druten · 
Duiven · 
Ede · 
Elburg · 
Epe · 
Ermelo · 
Harderwijk · 
Hattem · 
Heerde · 
Heumen · 
Lingewaard · 
Lochem · 
Maasdriel · 
Montferland · 
Neder-Betuwe · 
Nijkerk · 
Nijmegen · 
Nunspeet · 
Oldebroek · 
Oost Gelre · 
Oude IJsselstreek · 
Overbetuwe · 
Putten · 
Renkum · 
Rheden · 
Rozendaal · 
Scherpenzeel · 
Tiel · 
Voorst · 
Wageningen · 
West Betuwe · 
West Maas en Waal · 
Westervoort · 
Wijchen · 
Winterswijk · 
Zaltbommel · 
Zevenaar · 
Zutphen
Aagtekerke
· Baak
· Bennebroek
· Blitterswijk
· Cadier
· Cleverskerke
· De Vuursche
· Dorenweerd
· Geersdijke
· Hemmen
· Hensbroek
· Hoogkerk, Leegkerk en Dorkwerd
· Kattendijke
· Kerkwijk
· Laag Nieuwkoop
· Lede en Oudewaard
· Lichtenberg
· Limmen
· Nederveen-Cappel
· Oostwaard
· Oostcapelle
· Poortvliet
· Sint Philipsland
· Verwolde
· Wanssum
· Westervoort
· Wisch
· Wiskerke
· Zaanen